# Ashafar
Ashafar, pseudonimo di Zakaria Abouazzaoui (Blaricum, 26 gennaio 1999), è un rapper olandese di origine marocchina.

## Biografia
Zakaria Abouazzaoui nasce a Blaricum da genitori marocchini. È cugino del calciatore Oussama Assaidi.

## Carriera
Inizia a rappare per hobby nel 2016, pubblicando dei freestyle sul suo profilo Instagram. L'11 maggio 2018 pubblica il suo primo album in studio, dal titolo Takeover. Nel 2019 firma un contratto per l'etichetta del rapper Josylvio, con la quale pubblica l'EP di 10 tracce Asha, contenente collaborazioni con lo stesso Josylvio, Sevn Alias e Henkie T, che raggiunge il secondo posto della classifica olandese.
Il 18 settembre 2020 è la volta del secondo album, dal titolo Mocro Sh*t, che vede la partecipazione di artisti come Mula B, Josylvio, Lijpe, 3robi e KA. Il suo terzo album, Etappes, viene reso disponibile l'11 novembre 2021, e presenta le collaborazioni di Dopebwoy, Morad, Boef, Mula B, Josylvio, 3robi e JoeyAK.

## Discografia

### Album in studio
- 2018 – Takeover
- 2020 – Mocro Sh*t
- 2021 – Etappes

### Mixtape
- 2020 – Hella Cash Gang (Vol. 2) (con Josylvio e Moeman)

### EP
- 2017 – Aanslag
- 2019 – Asha
- 2019 – La vie